# 選舉君主制
選舉君主制（英語：Elective Monarchy）是一種君主制，不同於世襲君主制，以地方領袖的選舉來推選下一任合適的君主，但進行選舉的方式、候選人資格、與選舉者的資格則依每個國家不同的情況而定。

## 分類

### 真選舉君主制
神聖羅馬帝國和波兰立陶宛联邦均采用选举君主制，以波蘭和波蘭立陶宛為代表，國王甚至可以由外國人擔任（例如法蘭西人亨里克五世、瑞典人齊格蒙特三世、德意志人奧古斯特二世），一旦滿足了選舉貴族的喜好，波蘭國王就可以無視其年齡、國家、信仰、種族由任意人選接任；在神聖羅馬帝國前期的選舉君主制度也是如此，例如捷克的波西米亞王國就經常凌駕於身為神聖羅馬帝國主體民族的德意志人，長時間擔任神聖羅馬皇帝。

### 偽選舉君主制
在中世纪晚期的欧洲，许多国家在名义上是选举君主制，然而该国的王位实际已由一个家族把持了数世纪之久。这种情况可以称为“伪选举君主制”，它只在官方上有一个选举的形式，而在本质上王位是世袭的。在步入近世之后，这些“伪选举君主制”的国家大多数变成了真正的世袭君主制，例如奧地利的哈佈斯堡家族在神聖羅馬帝國中後期壟斷了帝國皇位，在神聖羅馬帝國解散之後，直接在奧地利帝國的範圍之內開始世襲。
導致這種現象有兩個原因：其一，君主在自己尚在位时就利用权力和影响力，使其亲属（如女儿）被“提前”选举为下一任君主，以防止自己已有的權力流失，例如瑪麗亞特雷莎按照神聖羅馬慣例，女子不能當皇帝，但其父親卻強勢介入以保證她的皇位不被質疑。

### 遊牧世襲選舉君主制
在蒙古出現之前，世界各地遊牧民族的选举君主制实际上是“家族意義上的的世袭君主制、個人意義上的的選舉君主制”，所有大汗的候选人只能来自同一个家族，但至於是家族中的誰則看其實力而定。
在蒙古被成吉思汗統一後，只有和成吉思汗有關係的黃金家族成員才能成為遊牧政體大汗，其餘的遊牧家族一概不認，蒙古帝國由成吉思汗建國開始到忽必烈在中原称帝为止的歷代大汗都需要庫力臺大會由各諸侯王和大臣選舉出來。
在蒙古帝國解體後，其他非黃金家族成員的遊牧統治者則會以迎娶黃金家族女子、證明自己受到黃金家族的許可、或者篡改祖籍的方式讓自己的大汗地位可以服眾，這在中亞、東亞和西亞的各個遊牧政體裡面屢見不鮮。例如：清朝崛起時，滿洲的愛新覺羅家族就以和科爾沁蒙古聯姻的方式拉攏和蒙古諸部的關係，好讓自己順理成章的變為成吉思汗家族的女婿，由此1636年皇太极在盛京召开大会，获得漠南蒙古各部王公的效忠，直接跳過當時還存在的明朝自行發展朝代更迭。
帖木兒王朝本身是波斯化的蒙古人，在進入印度後再印度化而轉變為莫臥兒帝國，即使經歷了波斯化和印度化，但在其宮廷中也依舊需要那些蒙古遊牧元老的支持，縱使莫臥兒帝國本身的體制已經和原始的蒙古部落千差萬別了，但直到莫臥兒滅亡，這些莫臥兒皇帝要依靠蒙古家族的舊習慣也沒有被更改。

### 部落推選轉封建制
原本由各個部落共同推舉一名領袖作為這些部落的盟主，但後來演變成某個部落獨大。这在许多古代国家中都出现过，常常是由真正的选举君主制转化而来的，這原本是部落聯盟進步到封建國家的一種象征，例如中國從夏朝之前的禪讓制過渡到夏朝之後的家天下；但也有可能是一種制度倒退，例如羅馬的貴族共和制演變為帝國制。另外，成吉思汗出現之前的各個中亞、東亞和北亞的遊牧部落在發展壯大之後也會改採這種方式。

## 現代
- 梵蒂冈：元首由教宗選舉秘密會議選舉產生。這也是世界上最知名的選舉君主制。
- 安道尔：親王由天主教烏赫爾教區主教和法國總統共同擔任，其中法國總統是法國人經投票選舉產生的。
- 马来西亚：最高元首在統治者會議中選出。雖然馬來西亞按照1957年至1994年所形成的最高元首輪任次序來順序推選其最高元首，但這種選舉並不是有競爭的選舉。同時，馬來西亞森美蘭的最高統治者是由四位酋長從四位王子中選出。
- 柬埔寨：國王由王位委員會在安東、諾羅敦和西索瓦的男性後代中選舉產生。
- 阿联酋：總統由聯邦最高委員會選舉，由其七個酋長國的統治者中產生。
- ：國王無權指定自己的王位繼承人；王室的長老委員會在國王的妻子中選定一人作為未來的王太后，被選中者的長子自動成為下一任國王。國王的前兩位妻子無權當選。